# Crainici
Crainici – wieś w Rumunii, w okręgu Mehedinți, w gminie Bala. W 2011 roku liczyła 374 mieszkańców.